# Caro Emerald
Caro Emerald, echte naam Caroline Esmeralda van der Leeuw (Amsterdam, 26 april 1981), is een Nederlandse zangeres. Haar repertoire is voornamelijk Engelstalig. Ze boekte zowel in Nederland als internationaal veel succes met onder meer de single A Night Like This en het album Deleted Scenes from the Cutting Room Floor (2010). Sinds 2022 treedt Van der Leeuw niet meer op als Caro Emerald, maar onder de nieuwe artiestennaam The Jordan.

## Biografie
Met een Nederlandse vader en moeder met een Arubaanse achtergrond groeide Van der Leeuw op in de Jordaan en studeerde in 2005 af in de vakken jazz en zang aan het conservatorium in Amsterdam.
Ze zong in de Amsterdamse closeharmonygroep Les Elles en in de Philharmonic Funk Foundation, een 44 man sterk funkorkest. Daarnaast deed ze regelmatig de achtergrondzang bij het Kinderen voor Kinderen-songfestival. Van der Leeuw kreeg op de middelbare school zangles van Jim Gilloffo te Amsterdam. Zelf gaf zij zangles aan de zangschool van Babette Labeij.

### Caro Emerald
Begin 2007 nodigde de Nederlandse producer Jan van Wieringen Van der Leeuw uit om een demo in te zingen op een nummer dat hij aan het produceren was met producer / songwriter David Schreurs. Het nummer, "Back It Up", was geschreven door Schreurs en de Canadese songwriter Vince Degiorgio en was gebaseerd op een hiphopbeat gecreëerd door Robin Veldman en Jan van Wieringen. De jazzy zang van Van der Leeuw werd beschouwd als een "perfecte match" voor het nieuwe nummer. De demo werd gepitcht bij verschillende uitgevers en labels, maar zonder resultaat. Online kreeg de demo wel veel positieve reacties en in april 2007 kreeg Van der Leeuw de kans om het nummer live te zingen op de lokale Amsterdamse omroep AT5 onder de artiestennaam "Caro". Ook begonnen radiostations het nummer spontaan te draaien. 
Degiorgio, Schreurs, Van Wieringen en Van der Leeuw beseften dat hun geluid potentieel had en begonnen te werken aan een conceptueel studioalbum met van der Leeuw als "starring artist". Het schrijven begon in de zomer van 2008 met de mix van "Back It Up", jazz uit de jaren 30 tot 50, easy listening, Latin, gecombineerd met aanstekelijke hiphop- en dance beats als model. Met een op samples gebaseerde aanpak, maar met live-instrumentatie, putten de schrijfsessies uit een breed scala aan invloeden, waaronder bekende en minder bekende muzikanten, personages en met name films uit de jaren 40 tot 60. Van der Leeuw's eigen vocale inspiraties waren onder andere The Andrews Sisters, Billie Holiday en Sarah Vaughan. De gebruikelijke methode was dat Schreurs de muzikale basis legde voor nummers, waarna hij samenkwam met songwriter en tekstschrijver Degiorgio om er volledige songs van te maken. De demo's werden door Degiorgio ingezongen in de stijl zoals het nummer bedoeld was. De melodieën en teksten zijn voor een groot deel van de hand van Degiorgio. Ook Van der Leeuw schreef mee aan verschillende nummers op het album en Van Wieringen co-creëerde de muziek voor "The Other Woman" en "Dr Wanna Do". Schreurs en Degiorgio worden op het album gecredit als "Creative Directors" voor hun sturende rol bij de creatie van de sound, de uitstraling, maar ook het artwork en de video's rondom het project. 
De eerste single Back It Up werd op 6 juli 2009 uitgebracht op Grandmono Records, een eigen label opgericht door Schreurs, Van Wieringen en Van der Leeuw om hun eigen muziek uit te brengen. "Back It Up" werd direct opgepikt en was 3FM Megahit in week 32. Caro Emerald werd benoemd tot serious talent door 3FM. Ook was Back It Up de meest gedraaide Nederlandse plaat op 3FM in 2009, waarvoor de Schaal van Rigter werd uitgereikt.

### Deleted Scenes from the Cutting Room Floor
Het eerste album van Caro Emerald, Deleted Scenes from the Cutting Room Floor, kwam tot stand in de periode april 2008 -  januari 2010. In november 2008 schreven Degiorgio en Schreurs in Toronto zeven nieuwe nummers voor het album. Tijdens deze schrijfsessie lieten zij zich vooral inspireren door films uit de jaren '50, waardoor een duidelijk concept voor het album ontstond. Daarna gingen Schreurs en Van Wieringen in de studio aan de slag om de nummers uit te werken. Om een eigen, unieke sound te creëren namen ze veel verschillende lagen op en organiseerden ze low budget opnamesessies met bevriende muzikanten uit Nederland en Engeland. Deze opnames werden vervolgens weer bewerkt en gebruikt als samples. Ook werd DJ Kypski benaderd voor scratcheffecten. Door de arrangementen en producties laag voor laag op te bouwen ontstond een heel coherent eigen geluid. 
In januari 2009 kwam Degiorgio naar Amsterdam om nog enkele songs te schrijven, en in augustus 2009 schreven Schreurs en Degiorgio een laatste nummer voor het album, A Night Like This. Dit nummer werd in december 2009 de tweede single.  
Op 29 januari 2010 kwam het album Deleted Scenes from the Cutting Room Floor uit in Nederland. Het belandde direct op de eerste plaats in de Album Top 100. De week ervoor stond A Night Like This op de eerste plaats in de singlecharts.   
Uiteindelijk bleef het album 30 weken op de eerste plaats staan, waarmee het diverse nationale en internationale chart records verbrak. Deleted Scenes from the Cutting Room Floor werd het langst genoteerde chartalbum aller tijden van Nederland.
Op 15 mei 2010 werd de single That Man uitgebracht. Op 15 oktober 2010 volgde de single Stuck.
Op 3 december 2010 ontving Van der Leeuw in De Wereld Draait Door een onderscheiding voor de verkoop van 200.000 exemplaren van Deleted Scenes from the Cutting Room Floor. In december 2011 werd het album 6x platina. Ironisch genoeg mochten Schreurs, Van der Leeuw en Van Wieringen deze awards aan zichzelf uitreiken, omdat ze hun muziek nog steeds uitbrachten op het eigen label Grandmono. 
In het Verenigd Koninkrijk bereikte het album de vierde plaats en bleef het acht weken in de top 10. Het kreeg de platina status, met meer dan 360.000 verkochte exemplaren. Op 14 april keerde Deleted Scenes from the Cutting Room Floor terug in de Britse album top 20, na een liveconcert voor BBC Radio 2 en het vele afspelen van de single Tangled Up op diezelfde zender. In de 67e week steeg het nummer naar 12 en de week daarna naar 11.
Ook in andere delen van Europa werd het album een succes: in Duitsland werden het album en A Night Like This beide met platina bekroond (280.000+ en 340.000+ verkocht), in Polen werd het zes keer platina, in Italië kreeg Back It Up een gouden plaat en in Oostenrijk stond A Night Like This op nummer 1. Het album is in totaal 1.200.000 keer verkocht en is in april 2012 opgenomen in de Klassieke Albums van Nederland.

### Stemproblemen
Begin 2011 werd een poliep op een van haar stembanden gevonden die operatief verwijderd moest worden. Hierdoor moesten geplande optredens bij onder andere De Vrienden van Amstel LIVE! worden afgezegd en werd de lancering van de single A Night Like This in het buitenland uitgesteld. Ook kon ze daardoor op het Buma Harpen Gala A Night Like This, dat uitgeroepen werd tot beste lied, niet zingen. Jacqueline Govaert verving haar toen. Het eerste optreden dat ze na haar stemproblemen gaf was Campuspop bij de UT in Enschede op 10 juni 2011.

### Britse tournee 2012
Caro Emerald heeft in maart 2012 verschillende optredens gegeven in de Britse steden Birmingham, Londen, Glasgow en Manchester.

### The Shocking Miss Emerald
Het tweede album The Shocking Miss Emerald werd in Nederland uitgebracht op 3 mei 2013. Het album kwam binnen op nummer 1 in de Album Top 100. Als eerste single was eerder dat jaar op 18 februari het nummer Tangled Up uitgebracht, geschreven door Schreurs, Degiorgio en Guy Chambers. Tangled Up kwam binnen op nummer 71 in de Single Top 100 en stond een week later op nummer 6, de hoogst behaalde positie. In het Verenigd Koninkrijk kwam The Shocking Miss Emerald op nummer 1 binnen in de UK Albums Chart en behaalde Tangled Up de 11e plaats in de nationale airplay charts.

### 2015–2022
In april 2015 werd de door Emerald zelf geschreven single Quicksand uitgebracht. Op 6 maart 2017 heeft Grandmono de ep Emerald Island uitgebracht, met vier nieuwe nummers en twee instrumentale tracks geïnspireerd op het muziekgenre exotica, als onderdeel van de Emerald Island tour.
In 2018 was zij voor het eerst te zien als jurylid in de talentenjacht The Talent Project, uitgezonden door RTL 4. In 2020 verscheen de single Wake Up Romeo. Dit was tevens het laatste onder de naam Caro Emerald uitgebracht werk. Op 31 augustus 2022 maakte Van der Leeuw bekend met haar alter ego Caro Emerald te stoppen. Gedachtegangen en activiteiten om aanvankelijk naast Caro Emerald wat anders te starten begonnen al tien jaar terug.

### 2022-heden: The Jordan
Op 10 februari 2023 bracht Caroline van der Leeuw onder de naam "The Jordan" het album Nowhere Near The Sky uit. Haar nieuwe artiestennaam is vernoemd naar de Amsterdamse wijk de Jordaan waar ze opgroeide. The Jordan is echter al in 2022 van de grond gekomen. Zo stamt de eerste upload op YouTube van The Jordan uit augustus 2022. Het betreft de officiële video van de song The Room. In het najaar van 2022 bracht The Jordan de single Best Damn Day uit, gevolgd door Temptation in januari 2023.

## Persoonlijk
Van der Leeuw heeft een vriend en twee dochters.

## Prijzen

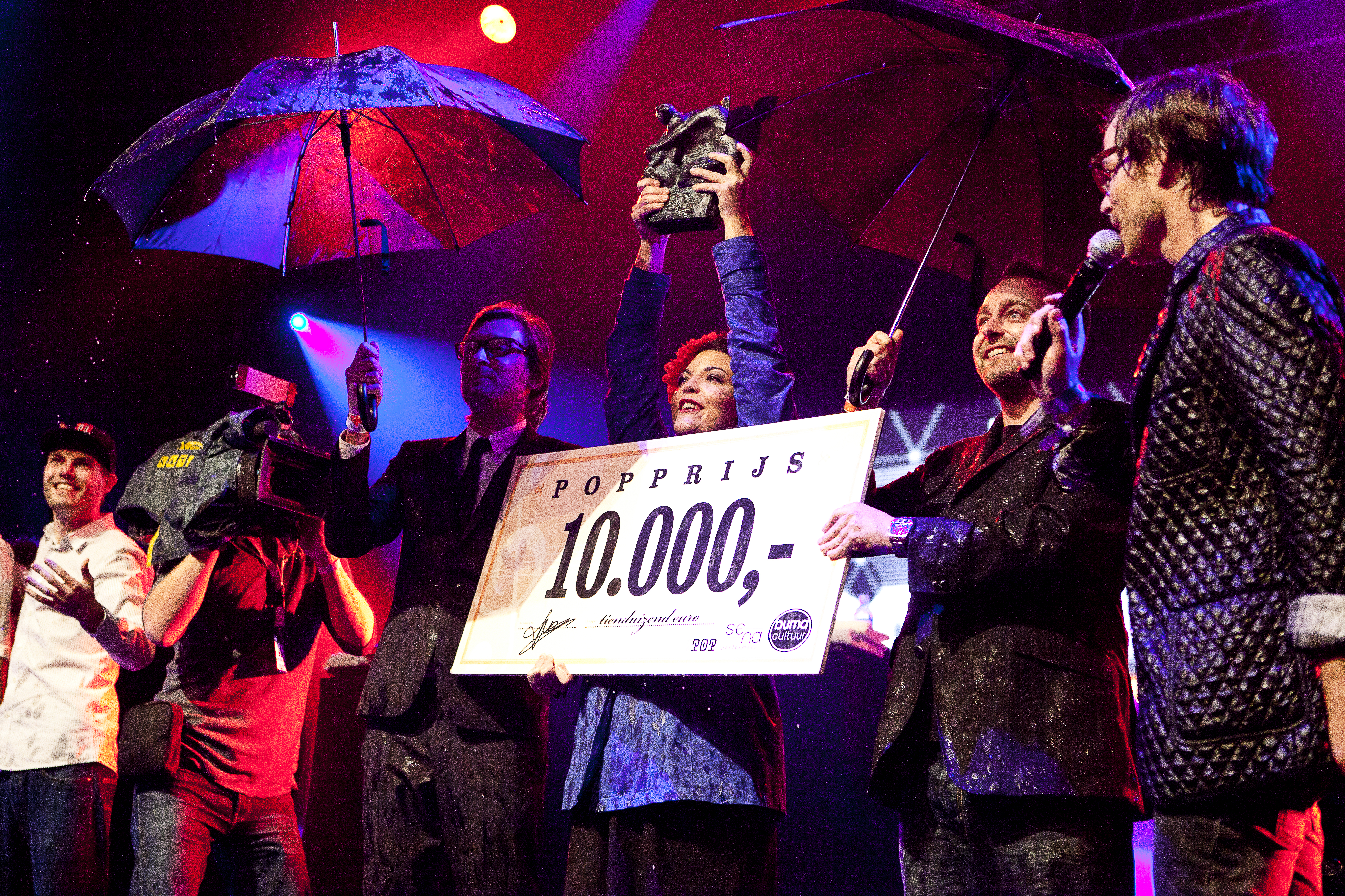
Uitreiking Popprijs 2010

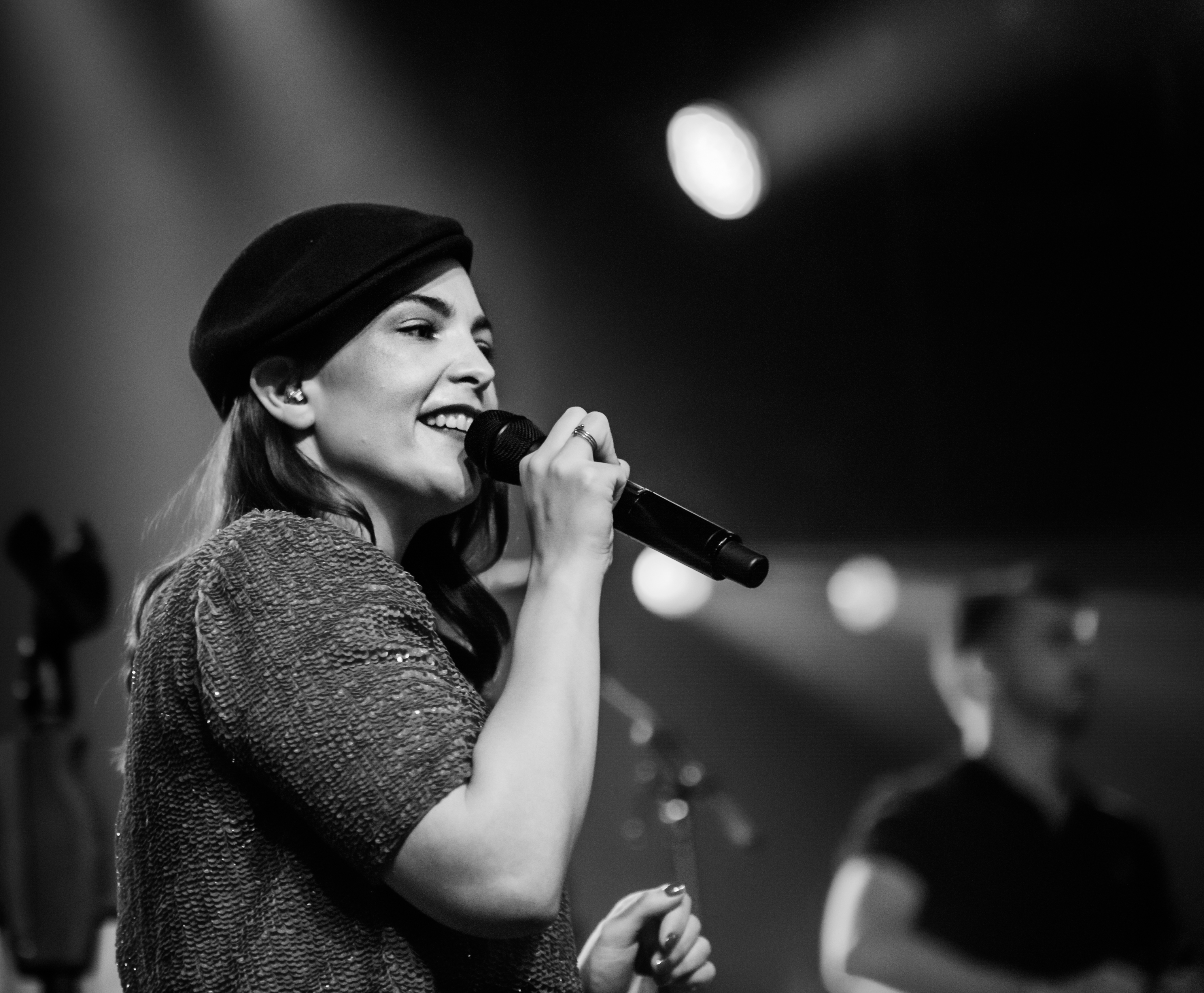
Caro Emerald in 2017

- 11 april 2010: 3FM Serious Talent Award
- 15 april 2010: Schaal van Rigter
- 26 april 2010: De Eerste Prijs
- 3 oktober 2010: Edison – Beste Zangeres
- 12 januari 2011: European Border Breakers Award –  Best Dutch Artist 2010
- 15 januari 2011: Mega Award 2010
- 15 januari 2011: Popprijs 2010
- 3 maart 2011: Buma Harpen gala – Zilveren Harp en Beste Lied
- 14 april 2011: 3FM Awards – categorieën "Beste album" en "Beste zangeres"
- 1 juni 2011: Sena award – A Night Like This meest gedraaide nummer in de horeca in 2010
- 12 juni 2011: TMF Awards – categorie "Beste Vrouw"
- 4 februari 2012: Goldene Kamera – Best Music International
- 21 maart 2012: Echo – Beste Nieuwkomer
- 27 augustus 2012: Gouden Notekraker 2012
- 4 oktober 2012: Radio 6 Soul & Jazz Award – categorie "Beste Artiest Jazz"
- 23 mei 2014: Radio 2 Mijlpaal 2014
- 3 oktober 2014: Radio 6 Soul & Jazz Award – categorie "Beste Artiest Vrouw"

## Discografie

### Albums
| Album met eventuele hitnotering(en) in de Nederlandse Album Top 100 | Datum van verschijnen | Datum van binnenkomst | Hoogste positie | Aantal weken | Opmerkingen                               |
| ------------------------------------------------------------------- | --------------------- | --------------------- | --------------- | ------------ | ----------------------------------------- |
| Deleted Scenes from the Cutting Room Floor                          | 29-01-2010            | 06-02-2010            | 1(30wk)         | 176          | 6x Platina / Bestverkochte album van 2010 |
| Live in Concert at the Heineken Music Hall Amsterdam                | 17-06-2011            | 25-06-2011            | 51              | 2            | met The Grandmono Orchestra / Livealbum   |
| The Shocking Miss Emerald                                           | 03-05-2013            | 10-05-2013            | 1(3wk)          | 97           | Platina                                   |
| Emerald Island                                                      | 2017                  | 01-04-2017            | 40              | 2            | Ep                                        |
| MO x Caro Emerald                                                   | 2017                  | 23-12-2017            | 52              | 2            | Ep met Metropole Orkest                   |
| Nowhere Near the Sky                                                | 2023                  | 18-02-2023            | 19              | 1            | als The Jordan                            |

| Album met hitnotering(en) in de Vlaamse Ultratop 200 albums | Datum van verschijnen | Datum van binnenkomst | Hoogste positie | Aantal weken | Opmerkingen |
| ----------------------------------------------------------- | --------------------- | --------------------- | --------------- | ------------ | ----------- |
| Deleted Scenes from the Cutting Room Floor                  | 2010                  | 11-09-2010            | 23              | 35           |             |
| The Shocking Miss Emerald                                   | 2013                  | 11-05-2013            | 31              | 31           |             |

### Singles
| Single met eventuele hitnotering(en) in de Nederlandse Top 40 | Datum van verschijnen | Datum van binnenkomst | Hoogste positie | Aantal weken | Opmerkingen                                    |
| ------------------------------------------------------------- | --------------------- | --------------------- | --------------- | ------------ | ---------------------------------------------- |
| Back It Up                                                    | 2009                  | 15-08-2009            | 12              | 12           | Nr. 13 in de Single Top 100                    |
| A Night Like This                                             | 2009                  | 26-12-2009            | 2               | 26           | Nr. 1 in de Single Top 100                     |
| That Man                                                      | 2010                  | 05-06-2010            | 22              | 8            | Nr. 29 in de Single Top 100                    |
| Stuck                                                         | 2010                  | 13-11-2010            | 6               | 19           | Nr. 28 in de Single Top 100                    |
| Riviera Life                                                  | 2011                  | 07-05-2011            | 18              | 12           | Nr. 70 in de Single Top 100                    |
| You're All I Want for Christmas                               | 2011                  | 10-12-2011            | tip14           | -            | met Brook Benton / Nr. 26 in de Single Top 100 |
| Tangled Up                                                    | 2013                  | 02-03-2013            | 16              | 13           | Nr. 6 in de Single Top 10                      |
| I Belong to You                                               | 2013                  | 23-11-2013            | tip8            | -            | Nr. 99 in de Single Top 100                    |
| Quicksand                                                     | 2015                  | 02-05-2015            | tip13           | -            | Nr. 3 in de Single tipparade                   |
| Best Damn Day                                                 | 2022                  | 15-10-2022            | tip20           | 4            | als The Jordan                                 |

| Single met hitnotering(en) in de Vlaamse Ultratop 50 | Datum van verschijnen | Datum van binnenkomst | Hoogste positie | Aantal weken | Opmerkingen                |
| ---------------------------------------------------- | --------------------- | --------------------- | --------------- | ------------ | -------------------------- |
| Back It Up                                           | 2010                  | 25-09-2010            | 33              | 3            | Nr. 1 in de Radio 2 Top 30 |
| A Night Like This                                    | 2010                  | 25-12-2010            | tip2            | -            | Nr. 4 in de Radio 2 Top 30 |
| Tangled Up                                           | 2013                  | 13-04-2013            | tip12           | -            |                            |
| Liquid Lunch                                         | 2013                  | 22-06-2013            | tip14           | -            |                            |
| One Day                                              | 2013                  | 26-10-2013            | tip25           | -            |                            |
| I Belong to You                                      | 2013                  | 28-12-2013            | tip81           | -            |                            |

### NPO Radio 2 Top 2000
| Nummers met noteringen in de NPO Radio 2 Top 2000 | '10 | '11  | '12  | '13  | '14  | '15  | '16  | '17 | '18 | '19  | '20  | '21  | '22  | '23  |
| ------------------------------------------------- | --- | ---- | ---- | ---- | ---- | ---- | ---- | --- | --- | ---- | ---- | ---- | ---- | ---- |
| A Night Like This                                 | 22  | 48   | 100  | 155  | 204  | 364  | 529  | 655 | 722 | 1200 | 1282 | 1525 | 1987 | 1999 |
| Back It Up                                        | 197 | 585  | 668  | 752  | 1097 | 1290 | 1931 | -   | -   | -    | -    | -    | -    | -    |
| Liquid Lunch                                      | ×   | ×    | ×    | -    | 1521 | 1843 | -    | -   | -   | -    | -    | -    | -    | -    |
| Riviera Life                                      | ×   | 1424 | -    | -    | -    | -    | -    | -   | -   | -    | -    | -    | -    | -    |
| Stuck                                             | -   | 1022 | 1435 | 1600 | -    | -    | -    | -   | -   | -    | -    | -    | -    | -    |
| Tangled Up                                        | ×   | ×    | ×    | -    | 1869 | -    | -    | -   | -   | -    | -    | -    | -    | -    |
| That Man                                          | -   | 605  | 943  | 916  | 1387 | 1676 | -    | -   | -   | -    | -    | -    | -    | -    |

1. ↑  Een '-' betekent dat het nummer niet was genoteerd, een '×' betekent dat het nummer nog niet was uitgebracht en een vetgedrukt getal geeft de hoogste notering van een nummer aan.
2. ↑  2010 was het eerste jaar met een notering voor Caro Emerald.
3. ↑  Deze tabel is bijgewerkt tot en met de laatste editie (2024).

### Dvd's
| Dvd's met hitnoteringen in de Nederlandse DVD Music Top 30 | Datum van verschijnen | Datum van binnenkomst | Hoogste positie | Aantal weken | Opmerkingen                 |
| ---------------------------------------------------------- | --------------------- | --------------------- | --------------- | ------------ | --------------------------- |
| Live in Concert at the Heineken Music Hall Amsterdam       | 2011                  | 07-05-2011            | 1(5wk)          | 82           | met The Grandmono Orchestra |
| BBC in Concert                                             | 2013                  | 05-10-2013            | 2               | 76           |                             |